# Litúrgia de les hores

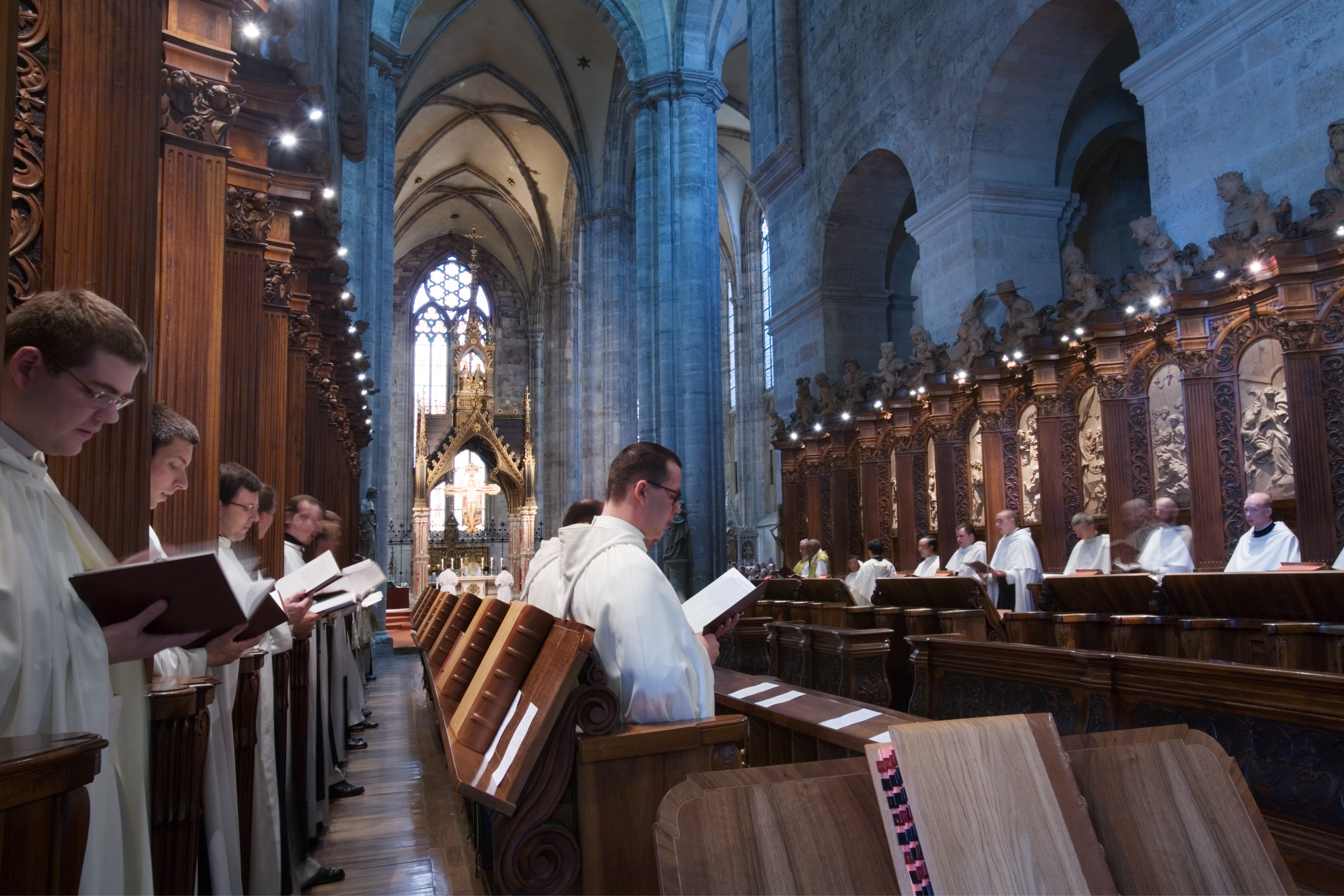
Monjos pregant alguna de les pregàries de la litúrgia de les hores

La litúrgia de les hores o ofici diví és la pràctica quotidiana de la pregària per part dels catòlics, en diferents hores al llarg del dia (anomenades hores canòniques), amb uns continguts definits per a cada hora. És habitual en les comunitats monàstiques i canonicals, i entre els preveres. De manera privada, també la poden practicar els fidels.
És originada per l'hàbit de pregària contínua dels jueus que recitaven els salms diversos cops el dia. Al llarg del temps, i depenent del ritu catòlic que la practicava, ha tingut variants, però sempre amb el mateix principi: una pregària continuada al llarg del dia, repartida en diferents moments o oficis, entre tres o vuit de diferents.
S'anomena també «pregària de les hores», o «breviari» per metonímia del nom del recordatori anomenat breviari, i menys habitualment, opus Dei («obra de Déu») i, en les esglésies orientals, horologi. Les constitucions del Concili Vaticà II el defineixen: «L'ofici diví, des de l'antiga tradició cristiana, es constitueix de manera que tot el desenvolupament del dia i la nit siguin consagrats per la lloança a Déu.»
La litúrgia de les hores entre monjos i monges es reparteix en set o vuit oficis o hores, amb variants segons l'orde religiós que la practica. Les hores canòniques i, per extensió, els oficis són:
- Hores majors, o principals, que són els oficis més llargs:

Matines, o vigília o ofici de lectures: al matí, durant la nit o en sortir el sol
Laudes, al matí, cap a les set o vuit del matí
Vespres, a mitja tarda, cap a les sis
Completes, a primera hora de la nit, abans del descans nocturn
- Hores menors, o oficis més breus:

Terça, habitualment entre laudes i la missa conventual, a mig matí
Sexta, cap al migdia
Nona, a primera hora de la tarda
Algunes comunitats van conservar l'hora prima, suprimida a la reforma del Concili Vaticà II el 1964. En els oficis, els salms que es llegeixen o canten, varien dia a dia, i es repeteixen cada setmana o cada dues setmanes. Els dies de solemnitat litúrgica i els diumenges, hi ha salms i lectures específics.
Els preveres i diaques també fan l'ofici diví, i els fidels laics poden participar-hi. En aquest cas, la litúrgia de les hores està simplificada: només és obligatòria una de les tres hores menors (terça, sexta o nona). Els salms, aquí, es reparteixen en quatre setmanes. Com a ritus singular en la celebració d'oficis destaca l'Ofici de Tenebres, celebrat durant la Setmana Santa. És l'acumulació, en una única celebració, de totes les lectures de les matines i les laudes del Dijous, Divendres i Dissabte Sants.

## Estructura d'un ofici
La pregària de l'ofici parteix, sobretot, de la Bíblia. L'esquema tipus és:
- Obertura: un verset d'un salm, com una invocació a Déu; a les matines és un salm invitatori (el número 94).
- L'himne: cantat, triat segons el temps litúrgic o la festivitat que se celebra.
- Salms en nombre variable, precedit cadascú d'una antífona o frase breu cantada.
- Als vespres, un dels càntics del Nou Testament.
- Capítol: lectura d'un passatge de la Bíblia.
- Responsori, represa cantada d'un passatge bíblic vinculat al temps litúrgic o la festivitat.
- A les laudes, cant del Benedictus (Evangeli segons Lluc, 1, 68-79); a vespres, cant del Magnificat (Lluc, 1, 46-55).
- Lletania: es prega per l'Església i tota la humanitat, i es lloa Déu.
- Parenostre (Evangeli segons Mateu, 6, 9-13).
- Breu oració de conclusió.

Les hores menors són més breus i contenen menys salms i antífones. Les matines de l'ofici monàstic és l'ofici on hi ha les lectures més llargues, de la Bíblia i d'autors eclesiàstics.